# Anker Meyer Andersen
Anker Meyer Andersen, född 28 maj 1910 i Köpenhamn, var en dansk tävlingscyklist.
Andersen vann som amatör danska mästerskapet i bancykling 1932 och 1933 samt blev i världsmästerskap fyra 1930 och trea 1931 och 1933. Efter att han 1933 blivit professionell, deltog han i bland annat sexdagarslopp, förföljelselopp, vann Grand Prix i Alger 1935, blev tvåa i USA:s sprintermästerskap 1937 och vann danska mästerskapet 1942.